# Missouri State University Women's Volleyball
La Missouri State University Women's Volleyball è la squadra pallavolo femminile appartenente alla Missouri State University, con sede a Springfield (Missouri): milita nella Missouri Valley Conference della NCAA Division I.

## Storia
Il programma di pallavolo femminile della Southwest Missouri State University, dal 2005 Missouri State University, viene fondato nel 1958 e nei primi anni della propria storia partecipa all'AIAW Division I. Dopo la transizione in NCAA Division I, approda nella Missouri Valley Conference, all'epoca denominata Gateway Collegiate Athletic Conference. Negli anni le Lady Bears si aggiudicano cinque titoli di conference, partecipando in svariate occasioni al torneo di NCAA Division I, dove riescono a spingersi in una sola volta fino al secondo turno.

## Record
| Piazzamento          |    | Edizione                                                                               |
| -------------------- | -- | -------------------------------------------------------------------------------------- |
| Tornei NCAA          | 13 | Secondo turno: 1 2006                                                                  |
| Tornei NCAA          | 13 | Primo turno: 12 1982, 1990, 1993, 2003, 2005, 2007, 2008, 2010, 2011, 2015, 2016, 2017 |
| Titoli di conference | 5  | Missouri Valley Conference: 5 1990, 1993, 2005, 2008, 2017                             |

## Conference
- Missouri Valley Conference[1]: 1982-2024
- Conference USA: dal 2025

## All-America

### Third Team
- Linette White (2003)
- Lily Johnson (2017)

## Allenatori
- Mary Jo Wynn: 1958-1971
- Linda Dollar: 1972-1995
- Melissa Stokes: 1996-2018
- Manolo Concepción[2]: 2019
- Steven McRoberts: 2020-

## Denominazioni precedenti
- Southwest Missouri State University Women's Volleyball: 1958-2005